# 歩兵第117連隊
歩兵第117連隊（ほへいだい117れんたい、歩兵第百十七聯隊）は、大日本帝国陸軍の連隊のひとつ。

## 沿革
- 1937年（昭和12年）8月30日 - 軍旗拝受、直ちに華北に出動し山西省南部地区の警備に就く
- 1940年（昭和15年）

6月 - 帰還、復員
9月27日 - 再び軍旗を拝受し、北部満州にて国境警備に就く
- 1945年（昭和20年）

3月 - 本土決戦に備えるため、北九州に移動し福岡一帯の沿岸防御にあたる
8月 - 終戦

## 歴代連隊長
| 代 | 氏名       | 在任期間    | 備考 |
| -- | ---------- | ----------- | ---- |
| 1  | 柏﨑延二郎 | 1937.9.1 -  |      |
| 2  | 高樹嘉一   | 1938.7.15 - |      |
| 3  | 杉浦英吉   | 1939.1.31 - |      |
| 4  | 高木隆三郎 | 1940.3.9 -  |      |
| 末 | 田中全     | 1943.8.2 -  |      |